# Wolfgang Holst
Wolfgang Holst (* 30. Juli 1922 in Rostock; † 10. Dezember 2010 in Berlin) war ein deutscher Fußballfunktionär.
Holst spielte aktiv Fußball bei den Vereinen Rostock 99, VfJ 08 Paderborn und Hertha BSC (bis 1962). Seit 1960 war er Mitglied von Hertha. 1972 war Holst zudem Mitbegründer des heute ältesten Fan-Clubs von Hertha BSC, dem Hertha BSC-Fan-Club e. V. Er wurde 1962 als Spielausschuss-Obmann in den Vorstand des Bundesligisten Hertha BSC gewählt. Der ehemalige Hertha-Präsident Hans-Georg Höhne beschuldigte Holst 1969, den Spieler Alfons Stemmer von 1860 München im Jahre 1964 mit 15.000 Mark (kaufkraftbereinigt in heutiger Währung: rund 33.000 Euro) bestochen zu haben, um ein für Hertha entscheidendes Spiel gegen den Abstieg günstig zu beeinflussen. Holst klagte erfolglos auf Unterlassung und Widerruf dieser Behauptung. Das Landgericht Berlin kam in seinem Urteil vielmehr zu dem Schluss, dass „die Beweisaufnahme die Wahrheit dieses Vorwurfs ergeben hat.“ Im Zuge des Bundesliga-Skandals, in den er als Manager von Hertha involviert war, erhielt er seitens des DFB eine Sperre vom 24. März 1973 bis 23. März 1978, wurde jedoch am 20. Dezember 1977 begnadigt. Vom 29. November 1979 bis zum 25. November 1985 war Holst Präsident des Vereins. Dazwischen war er für den Verein auch als Manager und Vizepräsident aktiv. 1994 kandidierte er erfolglos noch einmal für das Amt des Präsidenten von Hertha gegen Manfred Zemaitat.
Holst blieb für Hertha BSC weiterhin engagiert, obwohl in den folgenden Jahren sein Einfluss schwand, nachdem Dieter Hoeneß den Verein weiter professionalisierte. „Mit Hoeneß hat Holst sich oft in aller Öffentlichkeit gestritten, aber anders als der vor eineinhalb Jahren entmachtete Schwabe hat er den Verein nie verlassen.“ so der Tagesspiegel.
Wolfgang Holst trat weiterhin als Vermittler im Verein auf und besänftigte unter anderem 2009 die Opposition, die das Präsidium stürzen wollte.
Holst, der zuletzt dem Ältestenrat von Hertha BSC angehörte, wurde am 30. November 2010 im Rahmen der Mitgliederversammlung für 50 Jahre Mitgliedschaft bei Hertha BSC mit dem Ehrenschild des Vereins geehrt.
Am 10. Dezember 2010 wurde Holst tot in seiner Wohnung aufgefunden.

## Trivia

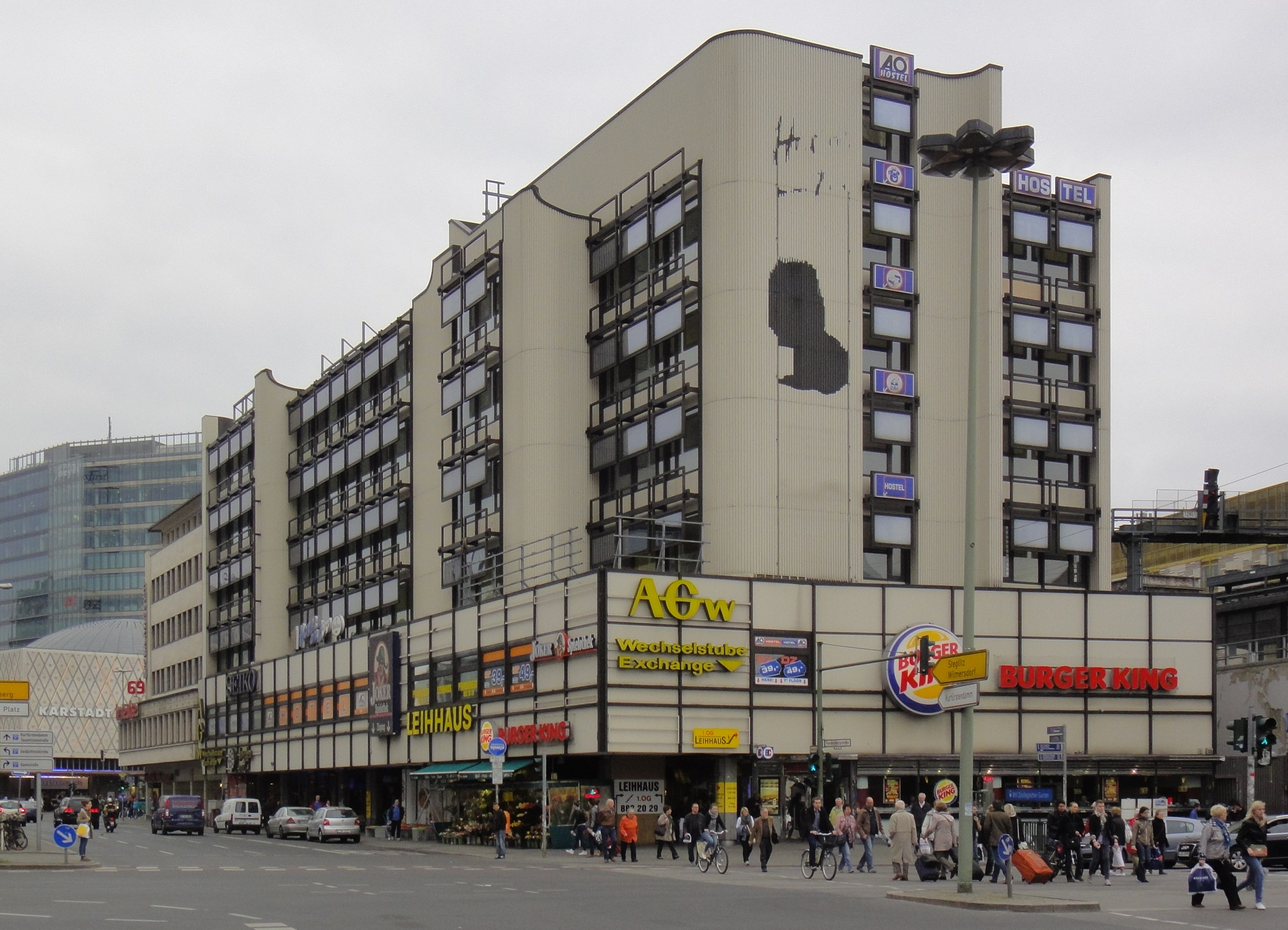
Gebäudekomplex Joachimsthaler Straße 1–4, in dem sich auch das „Holst am Zoo“ bis zur Schließung am 27. Dezember 2010 befand. Rückstände der abmontierten Leuchtreklame – Schriftzug und Glas Berliner Kindl mit Fußball – sind an der Stirnseite des Gebäudes zu erkennen.

Holst betrieb bis 2002 viele Jahre in Berlin-Charlottenburg, unmittelbar am Bahnhof Zoologischer Garten, die Gaststätte Holst am Zoo, die danach von Hans Weiner übernommen wurde. Wenige Tage nach Holsts Tod wurde sie 2010 geschlossen.